# خطوط كل اليابان الجوية الرحلة 61
خطوط كل اليابان الجوية الرحلة 61 هي رحلة طيران يابانية داخلية من طوكيو إلي سابورو في 23 يوليو 1999 وتحمل علي متنها 503 راكبا و14 من أفراد الطاقم وكانت من طراز بوينغ 747-400 واختطفت الرحلة الداخلية وعندما هبطوا في مطار طوكيو هانيدا الدولي دخلت وحدات من الولايات المتحدة واليابان للمساعدة وأنقذ 516 شخصا وقتل شخص واحد.

## الضحية الوحيدة
الطيار البالغ من العمر 51 عاما ناويوكي ناجاسهيما من قبل الخاطف البالغ من العمر 28 عاما يوجي نيشيزاوا